# Домашна кукумявка
Домашната кукумявка (Athene noctua) е вид птица от семейство Совови, относително малка в сравнение с останалите представители на семейството.
Дължина на тялото: 22 cm. Размах на крилете: 56 cm. Има малки възрастови различия. Възрастните отгоре са от жълтеникави до тъмнокафяви със светли петна, дребни и удължени по главата и едри по гърба и крилата, булото на лицето е белезникаво, а отдолу са белезникави до сиво-жълти, с петна. Младите са с пухкаво оперение и слабо изразени петна. От пернатоногата кукумявка се отличава по малката глава, формата на петната по гърба и корема при възрастните и по петната по корема при младите. Често издава крясъци „ку-ку-мяу“, „куку-куку-мяу“.

## Разпространение
Това е най-често срещаната сова в България. Обитава както населените места, така и планинските райони до 2300 m надморска височина – скали, отвесни брегове, стари гори, единични дървета сред полета. През есента и зимата слиза по-ниско в равнините и предпланините до около 900 m. В България е постоянен вид. Могат да се разселят до около 50 km и рядко по-далече от мястото на излюпване.

## Начин на живот и хранене
Храни се изключително с гризачи, поради което е извънредно полезна птица.

## Размножаване
Домашната кукумявка мъти от април до юли, най-често в изоставени гнезда от други птици. При нормални условия снася от 3 до 5 яйца.

## Допълнителни сведения
В България е защитен вид. Според народни български поверия кукумявката предвещава смърт. Тези суеверни поверия са причина за незаслужено негативно отношение към иначе полезната птица.